# Felix Pratensis
Felix Pratensis italsky Felice da Prato (? - 1539 Řím) byl italský židovský učenec, který konvertoval k římskému katolicismu a stal se augustiniánem.
Je známý svou spoluprací s benátským nakladatelem Danielem Bombergem při první edici hebrejské rabínské bible (Biblia Rabbinica, 1517). Dostalo se mu dobrého vzdělání, hovořil třemi jazyky. V roce 1515 vydal latinský překlad Žalmů pod názvem Psalterium ex Hebræo ad Verbum Translatum. Poté, co roku 1518 přijal křesťanství, se stal augustiniánským mnichem. Věnoval se hlavně kázání Židům. Mnohé jeho homilie měly nenávistný, až antisemitský charakter. Díky nim si vysloužil přezdívku Metla Židů.